# Чучуяха
Чучуяха (устар. Чучу-Яха) — река в России, протекает по Ямало-Ненецкому АО. Устье реки находится в 54 км по левому берегу реки Апакапур. Длина реки составляет 85 км.

## Притоки
- В 17 км от устья по правому берегу реки впадает река Тэльяха.
- В 22 км от устья по правому берегу реки впадает река Парнэяха.
- В 29 км от устья по правому берегу реки впадает река без названия.
- В 42 км от устья по правому берегу реки впадает река Ястнытыйяха.
- В 52 км от устья по левому берегу реки впадает река Нюча-Чучуяха.
- В 62 км от устья по правому берегу реки впадает река Екусяяха.

## Данные водного реестра
По данным государственного водного реестра России относится к Нижнеобскому бассейновому округу, водохозяйственный участок реки — Пур, речной подбассейн реки — подбассейн отсутствует. Речной бассейн реки — Пур.
Код объекта в государственном водном реестре — 15040000112115300056124.